# Grijsvlekbreedvoet
Grijsvlekbreedvoet (Agathomyia antennata) is een vliegensoort uit de familie van de breedvoetvliegen (Platypezidae). De wetenschappelijke naam van de soort is voor het eerst geldig gepubliceerd in 1819 door Zetterstedt.